# David Irving
David John Cawdell Irving (Hutton, 24 marzo 1938) è un saggista britannico, specializzato nella storia militare della seconda guerra mondiale.
È l'autore di una trentina di libri, tra cui Apocalisse a Dresda (1963), La guerra di Hitler (1977), La guerra di Churchill (1987), in cui si esprime secondo i canoni del revisionismo storiografico.
La reputazione di Irving come storico fu screditata dopo lo scoppio di una violenta polemica con la storica statunitense Deborah Lipstadt, cui seguì una causa per diffamazione intentata nel 1996 da Irving stesso contro la Lipstadt e l'editore Penguin Books. Nella successiva sentenza - che rigettò la causa, dando torto a Irving - la corte osservò che Irving era un "attivo negatore dell'Olocausto", antisemita e razzista, nonché "associato con degli estremisti di destra che promuovono il neonazismo". Il giudice affermò anche che Irving aveva "per le sue ragioni ideologiche continuativamente e deliberatamente manipolato e alterato l'evidenza storica". Irving non si è mai identificato come un membro della corrente pseudostorica del negazionismo, i cui aderenti si autodefiniscono "revisionisti della Shoah" vedendosi principalmente come uno storico revisionista di guerra con idee affini, ma non un "revisionista" specializzato nei dettagli tecnici sull'Olocausto come Robert Faurisson; tuttavia già nel 1983 aveva partecipato ad un convegno dell'Institute for Historical Review (IHR), la principale associazione negazionista mondiale, cui peraltro nel 1980 aveva ceduto i diritti di distribuzione dei suoi libri negli Stati Uniti.
David Irving fu arrestato in Austria l'11 novembre 2005; il 20 febbraio 2006 fu riconosciuto colpevole da un tribunale per "aver glorificato ed essersi identificato con il Partito Nazionalsocialista Tedesco dei Lavoratori", cosa che in Austria è punita, secondo il Verbotsgesetz, la legge per la denazificazione del 1947, che vieta qualsiasi "attività in senso nazionalsocialista", in particolare come modificata nel 1992; in tale anno fu introdotto il divieto di negazione, minimizzazione, approvazione e giustificazione del "genocidio nazista o degli altri crimini nazisti contro l'umanità, qualora ciò avvenga in opere di stampa, radiofoniche o comunque pubblicato in modo tale da essere accessibile ad un vasto pubblico", sotto pena di reclusione da 1 a 10 anni, e nei casi di maggiore pericolosità, fino a 20 anni. In base a tale sentenza Irving fu condannato a tre anni di reclusione, scontando in carcere 400 giorni prima di ottenere la liberazione condizionale.

## Biografia

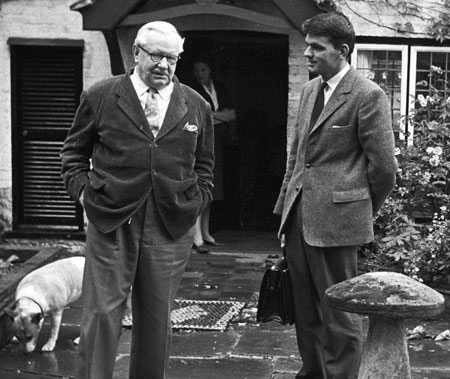
David Irving (a destra) a colloquio con il maresciallo dell'aria Arthur Harris, comandante durante la seconda guerra mondiale del Bomber Command. Irving, autore di un lavoro critico verso gli Alleati sul bombardamento di Dresda, espresse tuttavia giudizi positivi su Harris.

È nato nel 1938 a Hutton, una frazione di Brentwood, figlio di un ufficiale della Royal Navy, che fu anche esploratore artico e appassionato di storia. Emigrò in Germania a vent'anni, dove trovò lavoro come operaio e si interessò agli studi storici, pur non ottenendo mai la laurea, poi andò in Spagna. Ha avuto quattro figli dalla moglie (la spagnola María del Pilar Stuyck da cui divorziò nel 1981) e una da una successiva compagna, la modella danese Bente Hogh. Irving ha un fratello gemello, un altro fratello e una sorella. Una delle figlie di Irving, malata di schizofrenia, si tolse la vita a 32 anni, mentre il fratello cambiò cognome per evitare di essere associato a lui.

### Storico militare

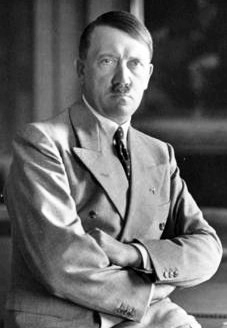
Il dittatore tedesco Adolf Hitler nel 1936. Irving disse una volta che il suo lavoro era volto a togliere il "fango" dalla sua reputazione.

Irving esordì pubblicando Apocalisse a Dresda nel 1965, un'analisi critica del bombardamento di Dresda da parte degli alleati della seconda guerra mondiale. Nel 1968 Irving pubblicò "The Destruction of Convoy PQ17" in cui attribuì al capitano inglese Jack Broome la responsabilità della distruzione del convoglio navale, nell'estate del 1942. Il capitano Broome denunciò Irving per diffamazione e nel 1970 vinse la causa presso l'Alta Corte di Londra, ottenendo il più alto risarcimento in una causa di diffamazione (40.000 sterline) e il ritiro delle copie del libro dal commercio.
Nel 1977 Irving pubblicò Hitler's War (tradotto in italiano nel 2001): uno studio sulla seconda guerra mondiale analizzata attraverso il punto di vista di Adolf Hitler. Grazie all'amicizia personale con alcuni reduci tedeschi o con le loro famiglie, Irving riuscì ad avere accesso a documenti fino a quel momento sconosciuti, quali memoriali o epistolari privati. Irving descrisse Hitler come un personaggio estremamente intelligente, versatile, razionale, il cui principale fine era quello di incrementare la prosperità e l'influenza della Germania in Europa e nel mondo. 
Rovesciando completamente le interpretazioni correnti, egli scaricò la responsabilità della guerra sui leader alleati, in particolare Winston Churchill, del quale criticò aspramente la testarda avversione nei confronti di una pace successiva alla Campagna di Polonia del settembre 1939, come era avvenuto dopo l'annessione dell'Austria e dei Sudeti, alla conferenza di Monaco.
Irving definì l'Operazione Barbarossa del 1941 come una "guerra preventiva", cui il dittatore tedesco sarebbe stato forzato per prevenire una probabile aggressione sovietica dopo il patto Molotov-Ribbentrop. Questa tesi è condivisa da pochi altri tra cui lo storico russo-sovietico Viktor Suvorov.
Irving - all'epoca non ancora approdato al negazionismo dell'Olocausto - affermò che il Führer non giocò alcun ruolo nell'ambito delle politiche di sterminio contro gli ebrei e le varie altre categorie di perseguitati, non essendo nemmeno a conoscenza di tutti questi fatti, essendone stato volutamente tenuto all'oscuro da Heinrich Himmler e Reinhard Heydrich fino alla fine del 1943. Questo imponente saggio produsse varie reazioni: alla benevola accoglienza accordatagli da alcuni storici come John Keegan e Hugh Trevor-Roper, fecero da contraltare le aspre critiche rivoltegli da John Lukacs, Walter Laqueur, Gitta Sereny, Martin Broszat, Lucy Dawidowicz, Gerard Fleming, Charles W. Sydnor e Eberhard Jäckel.
A causa delle violente polemiche, il libro fu nel Regno Unito uno dei best seller di carattere storico nell'anno della sua uscita. In una successiva biografia sul feldmaresciallo Erwin Rommel (The Trail of the Fox, 1978), Irving si scagliò contro gli autori dell'attentato a Hitler del 20 luglio 1944, definendoli "traditori", "codardi" e "manipolatori", giustificando completamente la successiva imponente ondata di violenza scatenata da Hitler, nella quale trovò la morte anche Rommel. Nel 1981 Irving pubblicò un libro sulla rivoluzione ungherese del 1956 (Uprising!), dallo scrittore del Regno Unito considerata principalmente "una rivolta antigiudaica", a causa del fatto che il regime comunista - per Irving - di fatto era dominato da esponenti ebrei. Il libro venne aspramente criticato, anche a causa di una caratteristica tipica dell'autore, già individuata anche per i suoi precedenti studi: la trattazione assai disinvolta delle fonti, spesso manipolate o addirittura soppresse.

### Il sostegno al negazionismo
È dal 1988 che Irving iniziò ad esprimersi in senso apertamente negazionista: se nella prima edizione de La guerra di Hitler si poteva leggere in una nota "Io non posso accettare l'idea (...) che non esista nessun documento firmato da Hitler, Himmler o Heydrich che parli dello sterminio degli ebrei", questa frase venne in seguito espunta e già a partire dalla metà degli anni ottanta Irving si avvicinò alle associazioni negazioniste, partecipando come relatore a pubblici incontri di partiti dell'estrema destra tedesca come la Deutsche Volksunion e propugnando l'unificazione di tutti i movimenti neonazisti britannici in un partito chiamato "Focus". Nel 1988, Irving testimoniò a favore del neonazista e negazionista canadese Ernst Zündel, affermando in seguito che Zündel l'aveva convinto del fatto che l'Olocausto non ebbe mai luogo. Dopo il processo, Irving pubblicò nel Regno Unito il cosiddetto Rapporto Leuchter: uno studio amatoriale che pretendeva di dimostrare, attraverso una serie di pseudoanalisi chimiche ed ingegneristiche, che le camere a gas ad Auschwitz non servirono per uccidere esseri umani. 
A cominciare dall'inizio degli anni novanta, Irving sviluppò ulteriormente la sua teoria esposta ne La guerra di Hitler: visto che non si trovava un ordine scritto del dittatore, non solo ciò significava che egli non sapeva nulla, ma che l'Olocausto stesso non aveva avuto luogo. Perciò nell'edizione del libro del 1991, Irving eliminò ogni passaggio che si riferisse ai campi di sterminio tedeschi. A tutto ciò, Irving aggiunse una lunga serie di conferenze e discorsi pubblici, nei quali sempre più si scagliò contro la "menzogna dell'Olocausto", considerando tutta la questione un modo per "avere delle buone compensazioni in denaro" da parte degli ebrei. Contemporaneamente, le espressioni razziste ed antisemite divennero sempre più frequenti ed esplicite. Per reazione molte librerie del Regno Unito annullarono le ordinazioni del suo libro Hitler's War e diversi governi (tra cui Canada, dove fu brevemente arrestato, Australia, Nuova Zelanda, Italia, Germania, Israele e Sudafrica) gli negarono l'ingresso, anche se queste interdizioni non sempre vennero applicate. Nel maggio 1992, durante un raduno in Germania, Irving affermò che la camera a gas ricostruita ad Auschwitz era “un falso fabbricato dopo la guerra” e nel 1993 definì Auschwitz "un'attrazione turistica".

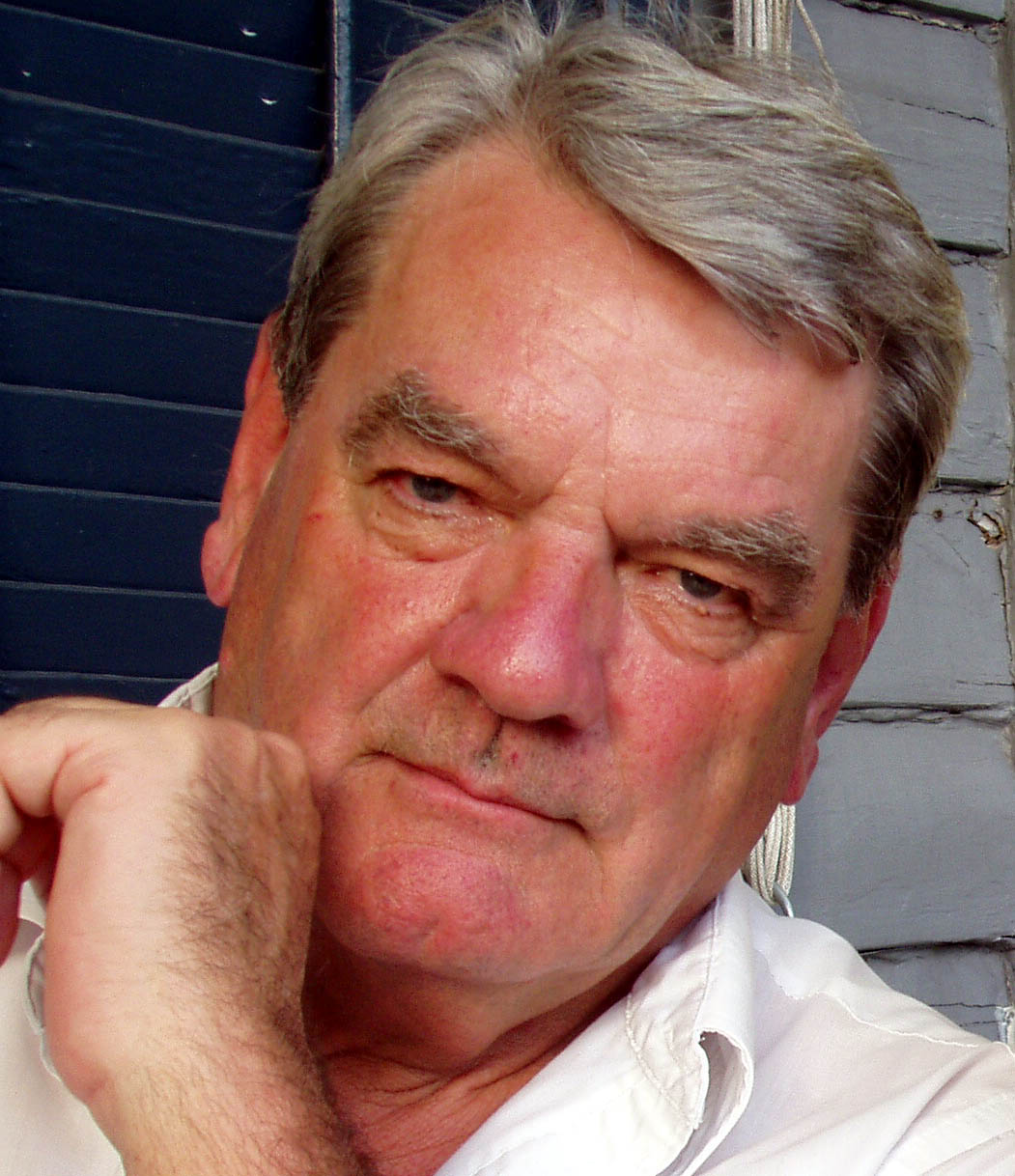
Irving nel 2003

Quando nel giugno 1992 atterrò a Roma, fu circondato dalla polizia e messo sul primo aereo per Monaco di Baviera dove fu imputato, secondo la legge tedesca, di “diffamare il ricordo dei morti”. In quell'occasione Irving è stato multato per tremila marchi e, dopo aver fatto ricorso in appello, ne dovette pagare trentamila, perché nel corso di un incontro pubblico aveva definito il giudice “un vecchio cretino alcolizzato”.
Le stesse affermazioni di Irving sono risultate incoerenti e contraddittorie: ad esempio in una intervista del 1994 stimò che fossero 600.000 gli ebrei uccisi nel corso della Seconda Guerra Mondiale, ma nel corso di un programma radiofonico australiano del luglio 1995 ammise che il numero reale potrebbe corrispondere fino a 4 milioni di ebrei morti per mano dei nazisti. Sono inoltre riscontrabili diverse incongruenze interne in diverse sue opere.
Il giornalista angloamericano antifascista Christopher Hitchens, conoscente di Irving, lo definì nel 1996 come "non solo uno storico fascista, ma anche un grande storico del fascismo".
La successiva causa - svoltasi tra il 1996 e il 2000, intentata da Irving contro Penguin Books e Deborah Lipstadt, che in un suo libro aveva definito Irving "negazionista" (denier) e "falsificatore" (falsifier), accusandolo di aver falsificato le fonti o di averle deliberatamente ignorate qualora non si attagliassero con i suoi pregiudizi - si risolse in un vero e proprio disastro per Irving, che cercò di difendersi in giudizio tentando di far riconoscere la veridicità del negazionismo, presentando un affidavit con tesi di studiosi negazionisti. 
Il collegio difensivo di Lipstadt e Penguin basò la strategia difensiva su report scritti da eminenti storici accademici. Richard J. Evans verificò sistematicamente le fonti citate da Irving nelle sue opere e portò alla luce numerose manipolazioni di documenti e testimonianze, erronee traduzioni dal tedesco, statistiche inaffidabili.
Lo storico dell'architettura Robert Jan van Pelt, uno dei massimi esperti sul campo di sterminio di Auschwitz, analizzò la questione delle camere a gas di Auschwitz dal punto di vista storico e ingegneristico, col sostegno di documenti del Museo Statale di Auschwitz-Birkenau, di una serie di testimonianze dell'epoca e l'apporto di altri ingegneri e chimici. Fra le testimonianze, vi fu quella di Michal Kula, che fu il costruttore delle colonne metalliche per l'immissione dei gas nelle camere di sterminio. I negazionisti affermarono che le testimonianze erano inaffidabili (è da notare che per i negazionisti non esiste nessuna testimonianza attendibile per il processo dello sterminio, nemmeno quelle dei tedeschi rei confessi) e rilevarono la presunta mancanza di resti visibili di fori per gli apparati descritti (o per altri mezzi di immissione) tra le macerie del tetto di una delle camere a gas di Auschwitz (secondo lo slogan di Faurisson: no holes, no holocaust). Sulla presenza di questi fori si è sviluppata una diatriba, visto che tali aperture effettivamente esistono tuttora, ma i negazionisti ritengono che siano stati fatti ad arte o che in realtà non siano quel tipo di fori di cui si parla. In conclusione, il giudice della causa fra Irving e Deborah Lipstadt dette completamente ragione alla seconda, confermando giudiziariamente le conclusioni di van Pelt. 

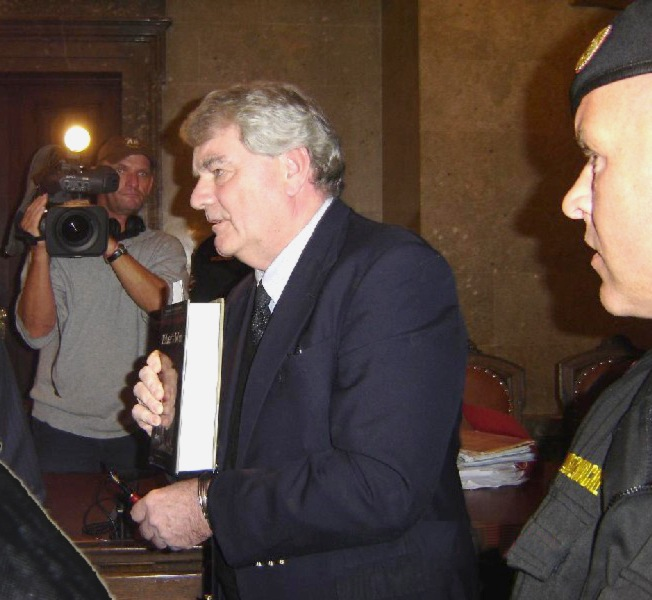
Processo contro Irving a Vienna nel 2005

Riconosciuta la fondatezza delle espressioni utilizzate dalla Lipstadt, nonché il fatto che Irving fosse un antisemita, un razzista e un estremista di destra che promuoveva il neonazismo ("he is an active Holocaust denier; (...) he is anti-Semitic and racist, (...) he associates with right-wing extremists who promote neo-Nazism"), il giudice rigettò la causa dando ragione alla difesa e condannando Irving a pagare le spese processuali. I libri di Irving vennero analizzati passo per passo, evidenziandone le molteplici storture e incongruenze di conseguenza persero ogni valenza di scientificità. Irving venne travolto anche finanziariamente, dovendo dichiarare bancarotta nel 2002 e perdendo anche la propria abitazione. Dalle vicende processuali, la Lipstadt scrisse un libro nel 2005 intitolato La verità negata. La mia battaglia in tribunale contro chi ha negato l'Olocausto, a cui si ispira il film di Mick Jackson La verità negata.
In opere degli anni 2000, Irving tentò di dimostrare che vi era stato nel 1944-45 un tentativo di genocidio del popolo tedesco da parte dei sovietici e degli alleati, con il piano Morgenthau.

### L'arresto

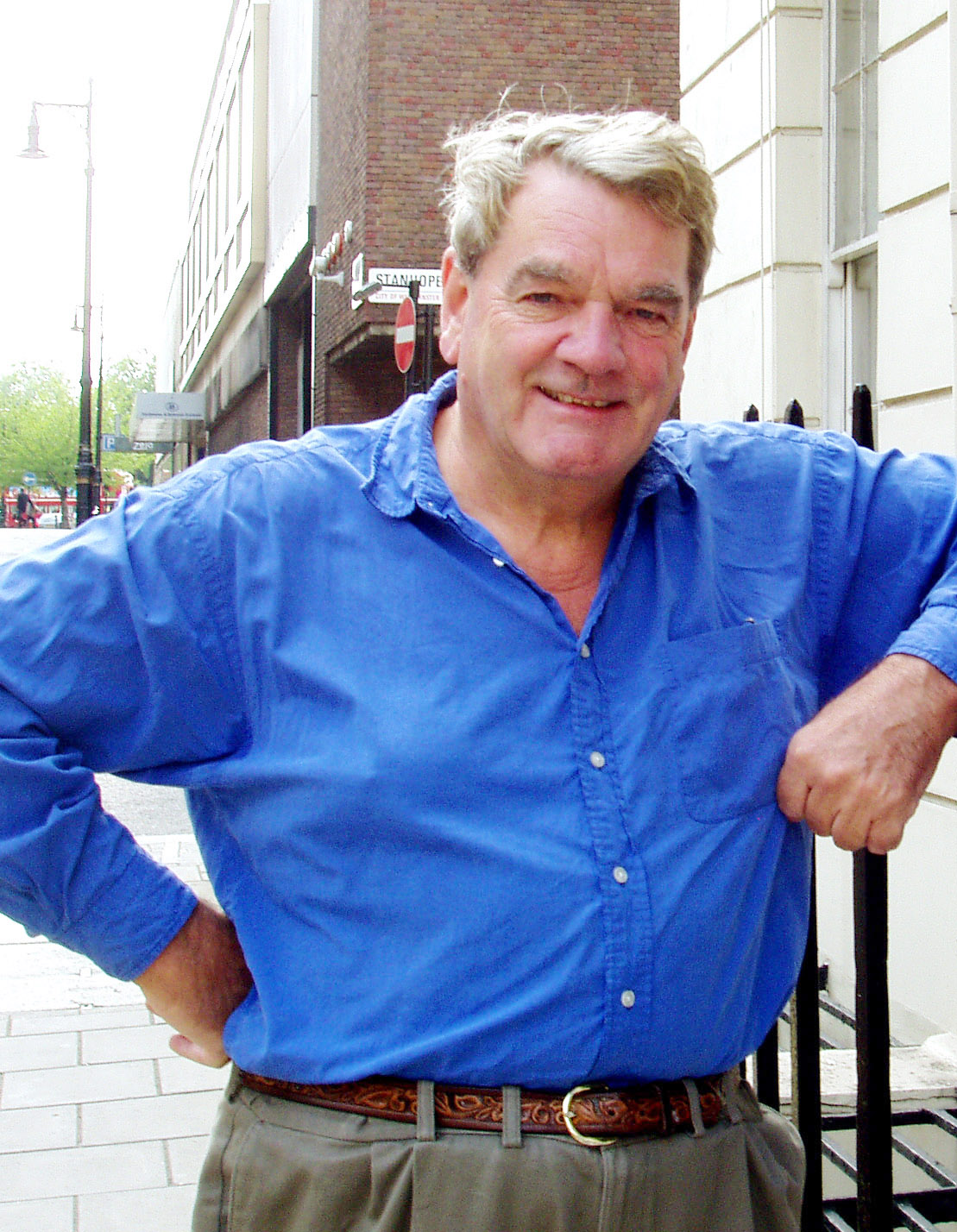
Irving nel 2004

Nel 2005 fu arrestato in Austria per due discorsi negazionisti tenuti nel paese nel 1989 (in cui negava l'esistenza delle camere a gas ad Auschwitz, metteva in dubbio l'Olocausto e aveva sostenuto che i pogrom della cosiddetta "notte dei cristalli" erano stati compiuti da "sconosciuti" mascherati da SA, le squadre d'assalto di Hitler), e il 20 febbraio 2006 fu giudicato colpevole per "aver glorificato ed essersi identificato con il Partito Nazionalsocialista dei Lavoratori Tedeschi", e condannato a tre anni di reclusione senza sospensione condizionale della pena. Dopo 400 giorni (fino al 21 dicembre 2006), fu scarcerato con sentenza della Corte d'Appello, che gli concesse la libertà condizionale per il restante periodo, in quanto il reato era "remoto" e Irving aveva nel frattempo rivisto le sue tesi. Tornò quindi in Gran Bretagna.
Dopo l'arresto e il carcere, Irving ha apparentemente ritrattato il suo negazionismo; in un'intervista concessa quando era ancora in prigione disse di «essere arrivato alla conclusione che l'Olocausto c'è stato» dopo numerose ricerche agli archivi di Mosca e di Londra. Riguardo alla stima di 6 milioni di ebrei uccisi, ha affermato che «la cifra è controversa non solo per me ma in sostanza sarà vera, anche se ritengo che si sia concentrata troppa attenzione su Auschwitz e non altri Lager come Treblinka», mentre sul nazionalsocialismo, di cui è rimasto in parte ammiratore, ha dichiarato:

### Anni seguenti
In seguito è tornato alla scrittura con la propria autobiografia, intitolata Perseguitato, a cui hanno fatto seguito opere storiche e biografiche su figure del Terzo Reich. Nel 2009 ha aperto un sito in cui vendeva cimeli nazisti.
Nel 2019 gli è stato vietato di guidare un "tour didattico" a pagamento in alcuni lager, per decisione delle autorità polacche.
Dall'ottobre 2023 a febbraio 2024 Irving ha vissuto in Florida per una serie di cure, poi è tornato nel Regno Unito ritirato a vita privata per gravi problemi di salute. Nel febbraio 2024 la famiglia ne ha smentito la morte erroneamente annunciata su Twitter dal politico inglese Nick Griffin.

## Opere
- Apocalisse a Dresda. I bombardamenti del Febbraio 1945 (The Destruction of Dresden, 1963), trad. Aldo Rosselli, Mondadori, Milano 1965; ed. aggiornata e rivista, Milano, Mondadori, 1996, ISBN 88-04-42000-6; col titolo Apocalisse 1945. La distruzione di Dresda, Settimo Sigillo, 2004; ulteriore revisione, 2007 (non tradotta).
- Le armi segrete del Terzo Reich: dal V-1 agli A-9 e ai mostruosi cannoni di Mimoyecques: la prima storia completa delle ultime carte di Hitler (The Mare's Nest, 1964), Collana Presadiretta, Mondadori, Milano 1968.
- The Virus House, 1967.
- PQ 17. Il convoglio della morte. Tutta la verità sul più grave disastro navale anglo-americano nella seconda guerra mondiale (The Destruction of Convoy PQ17, 1968), Collana Presadiretta, Mondadori, Milano 1969; ed. aggiornata, 2009 (non tradotta).
- Accident - The Death of General Sikorski, 1967
- Breach of Security, 1968, ISBN 0-7183-0101-3.
- The Rise and Fall of the Luftwaffe (1973), ISBN 0-316-43238-5 [ biografia di Erhard Milch ]
- The Night the Dams Burst, in 3 parti, 1973.
- La guerra di Hitler (Hitler's War, 1977), ed. aggiornata al 2000, trad. M. Spataro, Edizioni Settimo Sigillo, Roma 2001; trad. B. Gambaccini e A. Montemagni, 2 voll., Edizioni Clandestine, 2009.
- La pista della volpe: alla ricerca della verità sul feldmaresciallo Rommel (The Trail of the Fox, 1977), Collezione Le Scie, Mondadori, Milano 1979.
- The War Path, 1978.
- La guerra tra i generali all'interno dell'Alto Comando Alleato (The War Between the Generals, 1981), trad. Gaetano Salinas, Collezione Le Scie, Mondadori, Milano, 1981
- Ungheria 1956. La rivolta di Budapest (Uprising!, 1981), trad. Gabriella Brunner, Collezione Le Scie, Mondadori, Milano, 1982; col titolo Una nazione in rivolta. La rivoluzione ungherese del 1956, Prefazione di Luciano Garibaldi, Italia Storica, 2017.
- I diari segreti del medico di Hitler (The Secret Diaries of Hitler's Doctor, 1983), Edizioni Clandestine, Marina di Massa 2007.
- The German Atomic Bomb: The History of Nuclear Research in Nazi Germany, 1983, ISBN 0-306-80198-1.
- Il piano Morgenthau: 1944-45, un genocidio mancato. Come per vendetta, per lucro e per facilitare l'espansione comunista in Europa si tentò di sterminare il popolo tedesco (Der Morgenthau Plan 1944–45, 1986), Edizioni Settimo Sigillo, Roma 2001.
- Hess, the Missing Years, Macmillan, 1987, ISBN 0-333-45179-1.
- Churchill's War, in 4 parti, 1987, ISBN 0-947117-56-3.
- Göring, il maresciallo del Reich (Göring, 1989), trad. R. Rambelli, Collezione Le Scie, Mondadori, Milano 1989, ISBN 88-04-43789-8.
- Das Reich hört mit, 1989.
- Der unbekannte Dr. Goebbels, 1995.
- Goebbels. Mastermind of the Third Reich, 1996, ISBN 1-872197-13-2; rivisto e corretto, 2014.
- Norimberga: ultima battaglia (Nuremberg: The Last Battle), Edizioni Settimo Sigillo, Roma 2002
- Perseguitato, Edizioni Clandestine, Marina di Massa 2008, ISBN 88-95720-19-9
- True Himmler, 2020, ISBN 1-872197-83-3.